# Операция «Фалькон»
Операция «Фалькон» (с англ. «сокол») — международное расследование деятельности сайтов компаний Regpay Co. Ltd (Белоруссия) и Connections (США), которые занимались распространением детской порнографии в интернете и отмыванием денег.

## Расследование
Операция стартовала в 2003 году. Она проводилась для выявления и ареста лиц, связанных с сайтами белоруской фирмы Regpay, через которые продавалась детская порнография. Расследование начала прокуратура по округу Нью-Джерси. С течением времени к мероприятиям подключились: в США — налоговая служба, бюро иммиграционной и таможенной полиции, служба почтовой инспекции, ФБР; в Белоруссии — управление по раскрытии преступлений в сфере высоких технологий МВД; в странах ЕС — британское национальное подразделение по борьбе с преступлениями в сфере высоких технологий, правоохранительные органы Франции, Испании и Германии. Министерство внутренних дел Белоруссии и соответствующие службы США держали постоянный контакт по этому делу.
Преступники начали деятельность примерно в июле 2002 года как фирма Trustbill. В сентябре она была переименована в Regpay, получив предупреждения от правоохранителей. Фирма действовала вместе с флоридской компанией Connections (ранее Iserve). Они управляли примерно 50 сайтами (один из них назывался «Подпольный мир педофилов») и размещали рекламу на разных порноресурсах. В центре этой системы находилась интернет-страница, через которую продавался доступ на разные сайты педофильского содержания. Сами преступники базировались в Минске. По сути компания Regpay была вымышленной, существуя только в интернете. Этим названием прикрывался минский филиал фирмы, зарегистрированной в Латвии.
На протяжении года правоохранительные органы занимались расследованием деятельности сайтов фирмы Regpay и выявлению их создателей и пользователей. Следователи выяснили, что среди потребителей были лица в возрасте от 22 до 85 лет. Преступники под видом фирмы Regpay открыли несколько сайтов с детской порнографией. Они регистрировались на американских серверах. Фототеку собирали с других сайтов (большая часть снимков была из США и Западной Европы). Плата за просмотр изображений проводилась через кредитные карточки. Цена была невысокой, что способствовало росту аудитории. При этом преступники похищали деньги с карт пользователей, которые в свою очередь, выявляя пропажу, не шли в банки, поскольку не желали раскрытия посещения ресурсов с детским порно. Создатели сайтов смогли заработать более 3 млн долларов.
Оплата проводилась через латвийскую банковскую систему. Учитывая это обстоятельство, правоохранители Латвии передали белорусским коллегам информацию по потоку денег через банки страны.

## Суды и аресты
30 июля 2003 года во Франции были задержаны глава Regpay Егор Золотарёв и директор по маркетингу Алексей Бучнев. Туда их выманили представители американских правоохранительных структур. В июне 2004 года из Испании в США был экстрадирован технический директор фирмы Александр Бойко. 5 января 2005 года Золотарёв и Бучнев были доставлены в штат Нью-Джерси. На следующий день в Федеральном суде штата им были предъявлены официальные обвинения. Суд над Бучневым прошёл 16 февраля: он признал себя виновным в распространении через Интернет информации, которая содержит детскую порнографию. 28 февраля в ходе судебного процесса Золотарёв и Бойко признали себя виновными в умышленном отмывании денег. Золотарёв также признал вину в передаче через Интернет информации, которая содержит детскую порнографию, а Бойко — в рекламе детской порнографии.
Все они были приговорены к 25 годам тюремного заключения и штрафу в размере 25 000 долларов. Главы фирмы должны были также отбыть пять лет ограничения свободы под надзором полиции по окончании срока тюремного заключения. У осуждённых конфисковали 1,15 миллиона долларов.
15 февраля 2004 года генеральный директор Connections Юджин Валентайн признал себя виновным в сговоре с целью отмывания денег для Regpay и её глав. Также был задержан его помощник Кит Чарнецкий. Американцы пошли на сделку с властями, предоставив им всю имеющуюся информацию в обмен на приговор по менее серьёзным обвинениям. На тот момент из всех фигурантов дела на свободе оставалась лишь административный и финансовый помощник Regpay Татьяна Сиенко, которая находилась в розыске в Белоруссии.
Помимо того, были проведены аресты многочисленных пользователей сайтов. На март 2005 года было арестовано более 1200 человек, в том числе 200 (позже цифра выросла до 330, трое из них покончили с собой) в США. Около 860 клиентов были из Австралии, Великобритании, Дании, Китая, Норвегии, Испании, Финляндии, Франции, Швеции и Швейцарии. По данным Интерпола, детской порнографией интересовались «обычные, среднестатистические женатые мужчины, с детьми и хорошей работой». Только в США в процессе расследования были установлены имена примерно 40 тысяч лиц, которые скачивали детское порно. На январь 2006 года в разных странах задержано более 1400 человек.

## Оценки
Как подчеркнул прокурор Кристофер Кристи, это первое комплексное расследование в США, касающееся индустрии детского порно. Генпрокурор Джон Эшкрофт, комментируя расследование, назвал проведённую операцию ударом в «самое сердце коммерческой торговли детской порнографией».
На слушаниях перед Комитетом по торговле, науке и транспорту Сената США в 2006 году операция «Фалькон» была названа отличным примером того, как одно расследование может привести к задержанию сотен преступников.
Как заявил глава управления по раскрытию преступлений в сфере высоких технологий белорусского МВД Игорь Черненко, созрела необходимость введения в УК Белоруссии специальной статьи для упрощения процедуры привлечения к уголовной ответственности лиц, которые распространяют детскую порнографию в сети.